# ヴァルデンブルク鉄道BDe4/4 1-3形電車

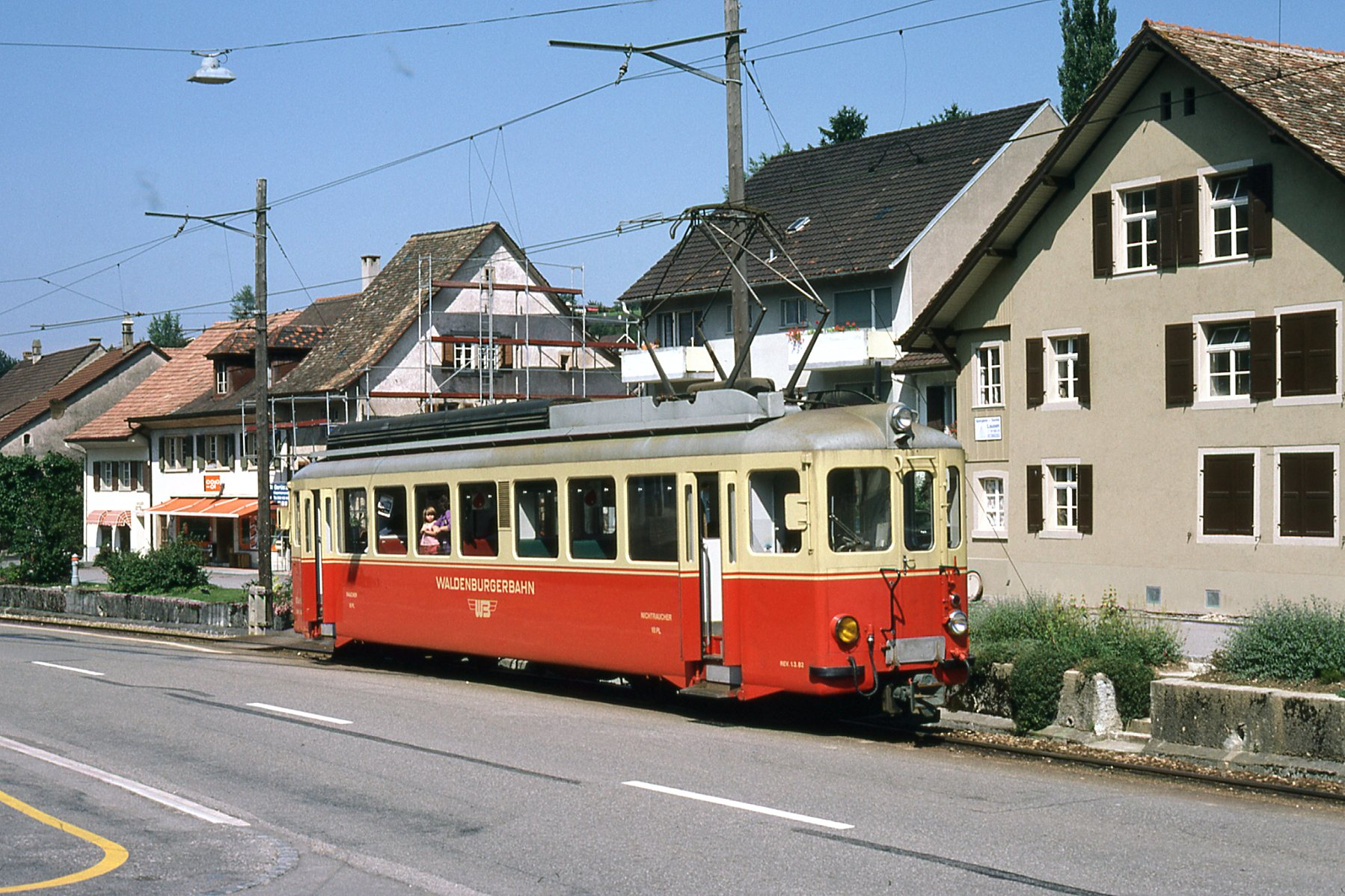
BDe4/4 1-3形、1979年

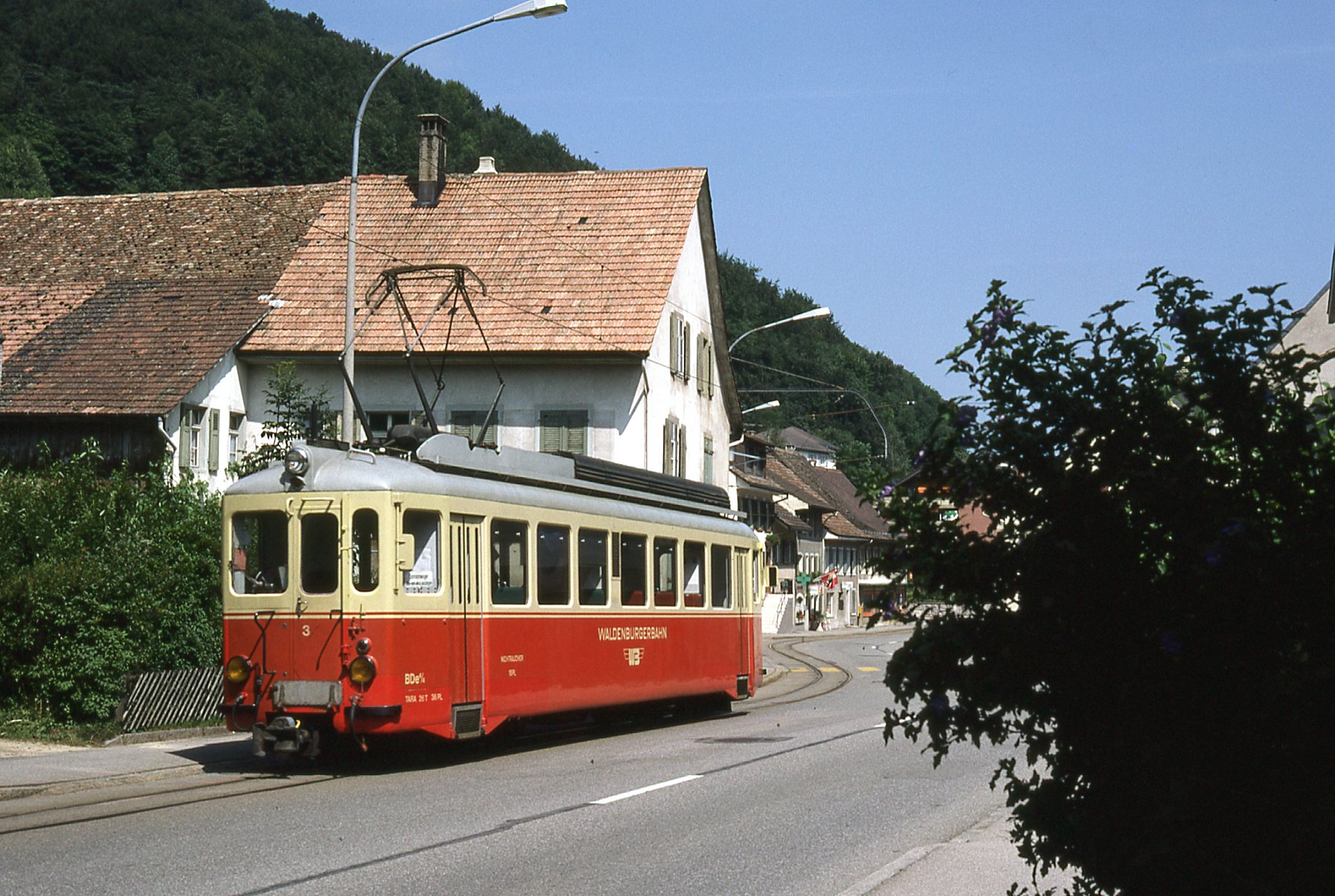
BDe4/4 3号機、1979年

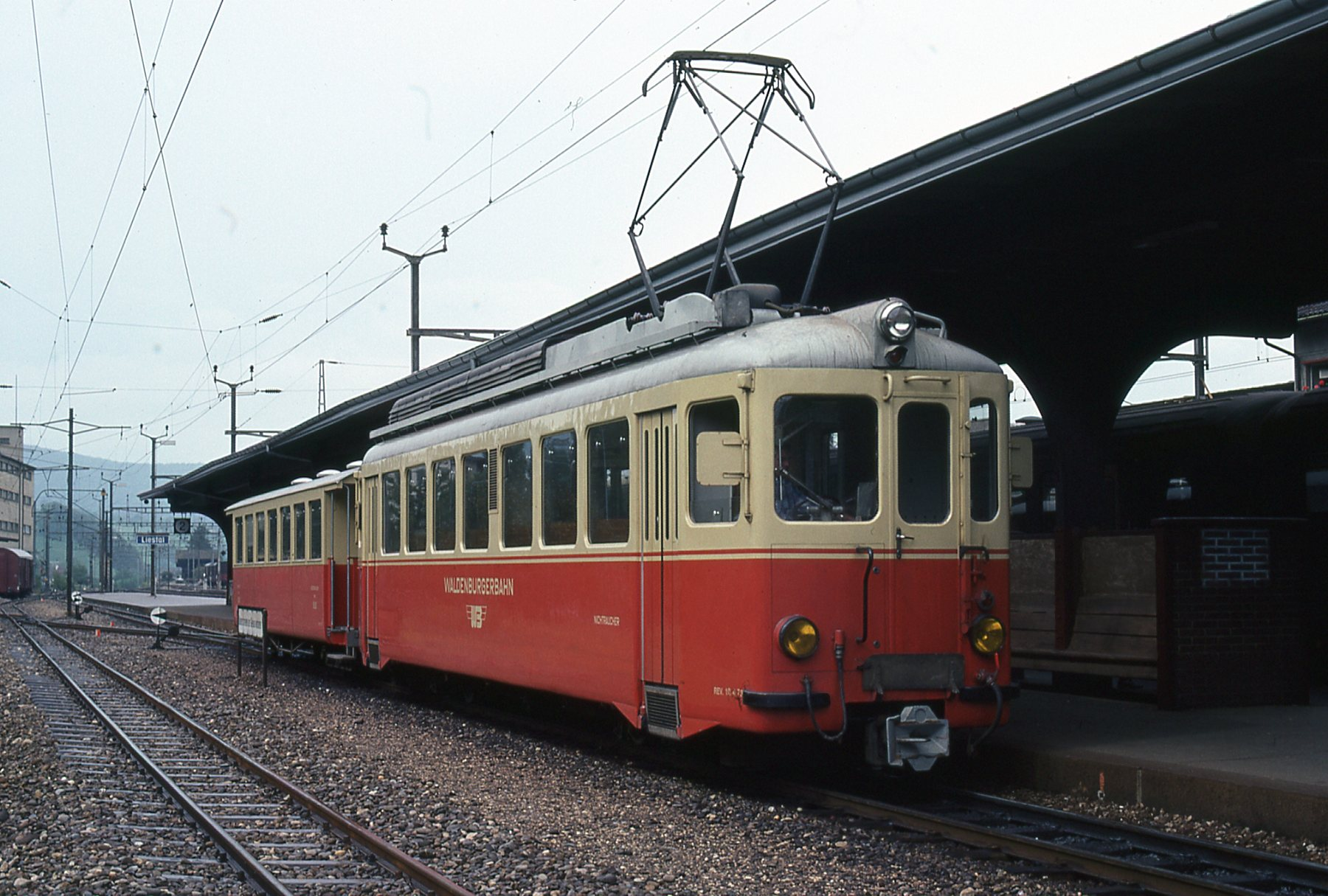
客車を牽引するBDe4/4 1-3形、リースタル駅、1979年

ヴァルデンブルク鉄道BDe4/4 1-3形電車(ヴァルデンブルクてつどうBDe4/4 1-3がたでんしゃ)は、スイスの唯一の750 mm軌間の私鉄であるヴァルデンブルク鉄道（Waldenburgerbahn (WB)）で使用されていた2等・荷物合造電車である。なお、本機はCFe4/4形の1-3号機として製造されたものであるが、1956、62年の称号改正によりBDe4/4形1-3号機となったものである。

## 概要
スイス北部バーゼル＝ラント準州の首都リースタル近郊に路線を持つスイス唯一の750 mm軌間の私鉄であるヴァルデンブルク鉄道は1880年の開業以来蒸気機関車の牽引による列車で運行されてきたが、1953年に直流1500 Vで電化されることとなり、CFe4/4形の1-3号機として3機が導入された3等・荷物合造電車が本形式であり、スイスの鉄道における1956年の客室等級の1-3等の3段階から1-2等への2段階への統合と、これに伴う称号改正により3等室が2等室となって形式記号もCからBに変更となって形式名がBFe4/4形となり、さらに1962年の称号改正により荷物室の形式記号がFからDに変更となったため、形式名がBDe4/4形となっている。本形式は車体、台車、機械部分の製造をSWP、主電動機、電気機器の製造はBBCが担当しており、通常のスイスの1000 mm軌間用車両では2600 - 2700 mm程度である車体幅を2200 mmに抑えた軽量構造の鋼製車体に抵抗制御と直流電動機を組み合わせた制御装置を搭載して1時間定格出力373 kW、牽引力34 kNを発揮する小型の機体であり、750 mm軌間であることから駆動装置が当時としては珍しい吊り掛け式となっているのが特徴である。なお、各機体の機番、製造年、製造所は以下のとおりとなっている。
- 1 - 1953年 - SWP/BBC
- 2 - 1953年 - SWP/BBC
- 3 - 1953年 - SWP/BBC

## 仕様

### 車体・走行機器
- 車体は両運転台式で、同時期にスイス国内で製造されていた標準的な軽量構造の鋼製の狭い丸みを帯びたスタイルあるが、ヴァルデンブルク鉄道の車両限界に合わせて車体幅を2200 mmと狭くしているほか、曲線での車体のオーバーハングを抑えるため車体両端運転室部の左右を絞り込んで車体端部の幅を1900 mmとしているのが特徴となっている。
- 正面は中央左側に貫通扉を設置した丸妻、3枚窓のスタイルで、貫通扉上部と下部左右の3箇所に丸型の前照灯、貫通扉上部前照灯下部と右側前照灯上部に標識灯が設置され、貫通扉下部車体ほぼ中央に貫通渡板が、その左右に黒のバンパーが設けられている。連結器はヴァルデンブルク鉄道では初めて採用された車体取付の+GF+式[5]ピン・リンク式自動連結器で、従来のピン・リンク式連結器とも連結可能なものとなっている。そのほか、先頭部には暖房引通用の電気連結器と空気管用の連結ホースが設置されるほか、先頭台車前部に小型のスノープラウが設置されている。
- 車体は前位側から長さ1354 mmの運転室、994 mmの乗降デッキ、4305 mmの禁煙2等室（称号改正前の3等室）、同じく4305 mmの喫煙2等室、1431.5 mmで面積2.7 m2の荷物室とそこに連続する994 mmのデッキ、1354 mmの運転室の構成となっており、窓扉配置は1D331D1（運転室/乗降扉-2等室窓-2等室窓-荷物室窓-乗降扉-運転室窓）、側面窓は2等室のものが幅1200 mm、運転室のものが800 mmのいずれも大型下降窓、乗降扉は幅740 mmの両開式4枚折戸で乗降口には固定1段、折畳1段のステップが設置され軌道面から1段目（折畳）が388 mm、2段目がさらに345 mmで客室まで床面まではさらに197 mmとなっている。なお、運転室床面は高さ約750 mmで930 mmの客室および乗降デッキより1段低くなっており、荷物扉は設置されていない。
- 座席はシートピッチ1435 mmで2+1列の3人掛けの固定式クロスシートで、2等喫煙および禁煙室にそれぞれ3ボックスずつ設置されており、座席定員は各室18名の計36名、座席は木製ニス塗りの背摺りの低いものとなっている。また、運転室は半開放式の右側運転台でスイスやドイツで一般的な円形のハンドル式のマスターコントローラーが設置され、運転室両側横の窓にはバックミラーが設置されているほか、屋根は前位側車端部に菱形のパンタグラフを設置し、その他には屋根上全長に渡って大型の主抵抗器を設置している。
- 塗装
  - 車体は下半部を明るい赤色、上半分をベージュとして塗分け部に明るい赤色の細帯を入れたもので、側面下部中央に「WALDENBURGBAHN」のレタリング、乗降扉脇に客室等級と禁煙・喫煙、座席定員の表記、側面左側車端下部に形式名と機番の表記が入り、床下機器と台車がダークグレー、屋根および屋根上機器はライトグレーであった。
  - その後1956年の客室等級の変更に伴って客室等級標記がなくなったほか、後に側面下部中央の社名のレタリングの下に”WB”の文字と羽をデザインしたヴァルデンブルク鉄道のマークが入れられ、正面中央にも機番が入れられている。
- 制御装置はBBC製の抵抗制御式で、1時間定格出力373 kW、牽引力34 kNの性能と55 km/hの最高速度を発揮するほか、電気ブレーキとして発電ブレーキを装備している。なお、重連総括制御機能を持たないため、重連時には協調運転で運行される。
- 台車はSWP製の鋼板溶接組立式の当時の標準的なものを750 mm軌間対応としたもので、軸距2300 mm、枕ばねは重ね板ばね、軸ばねはコイルばね、軸箱支持方式は円筒支持方式となっており、牽引力はセンターピンで伝達される。各台車2基の主電動機は台車枠の車軸内側にレール方向に装荷されるが、当時の標準的な電車とは異なり、軌間の関係で吊掛式で装荷されており、歯車比3.40の一段減速で伝達される。
- ブレーキ装置は制御装置による発電ブレーキのほか、空気ブレーキと手ブレーキを装備し、基礎ブレーキ装置として両抱式の踏面ブレーキが装備される。

### 主要諸元
- 軌間：750 mm
- 電気方式：DC 1500 V 架空線式
- 最大寸法：全長15760 mm、車体幅2200 mm、集電装置折畳高3945 mm、屋根高3340 mm
- 軸配置：Bo'Bo'
- 軸距：2300 mm
- 台車中心間距離：8600 mm
- 車輪径：760 mm
- 自重：26.0 t
- 定員：2等36名（喫煙、喫煙各18名）、折畳座席6名
- 荷重：1.5 t
- 荷室面積：2.7 m2
- 走行装置
  - 主制御装置：抵抗制御
  - 主電動機：直流直巻整流子電動機×4台
  - 減速比：3.40
  - 出力：373 kW（1時間定格、37.5 km/hにおいて）
  - 牽引力：34 kN（1時間定格、37.5 km/hにおいて）
- 最高速度：55 km/h
- ブレーキ装置：空気ブレーキ、手ブレーキ、発電ブレーキ

## 運行・廃車

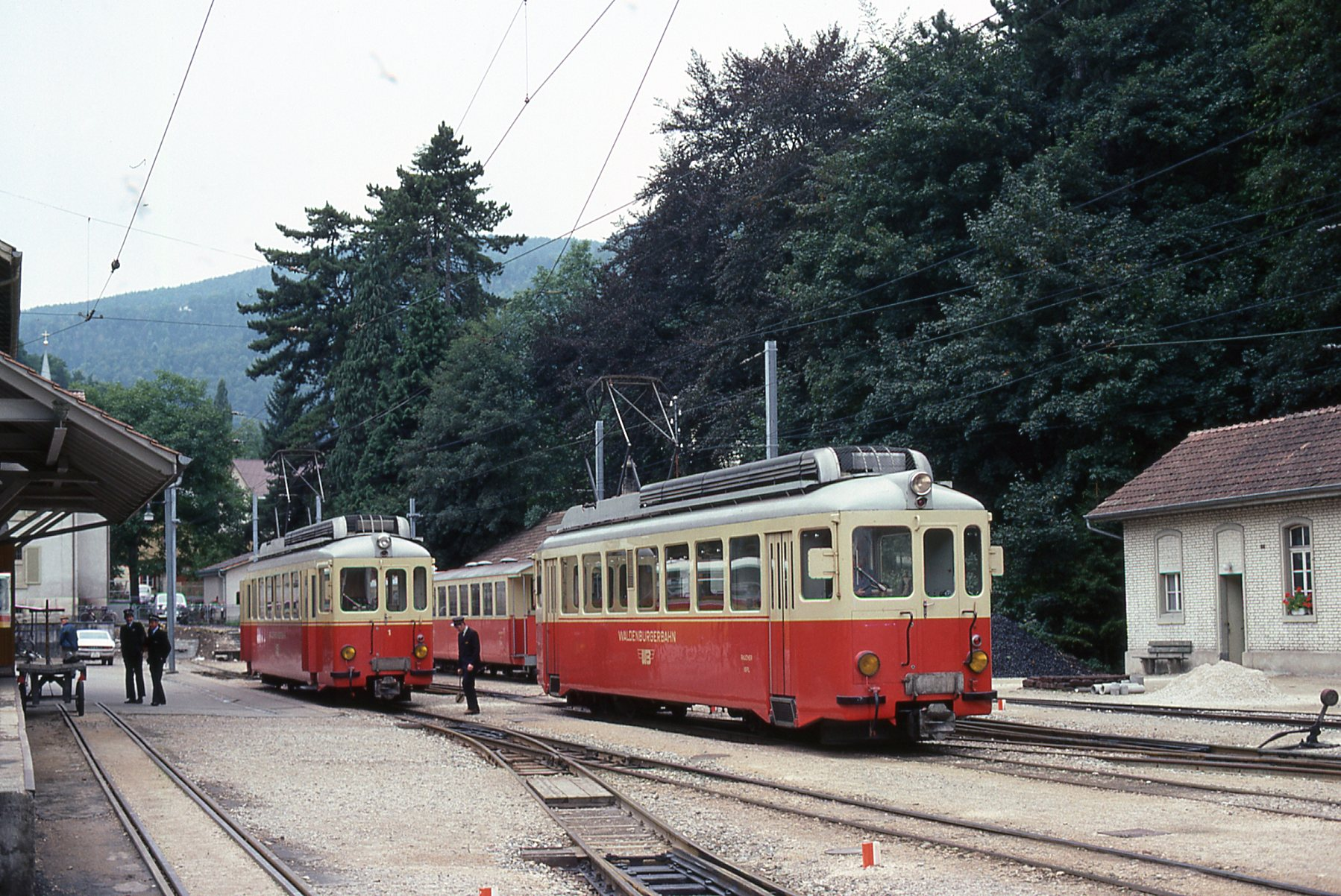
ヴァルデンブルク駅に停車するBDe4/4 1-3形、1979年

- 本機が使用されるヴァルデンブルク鉄道はスイス北部バーゼル南東のバーゼル＝ラント準州の州都リースタルからヴァルデンブルク通りに沿って川を遡り、ブーベンドルフ、ランベンベルク-ラムリンスブルク、ヘルシュタイン、ニーダードルフ、オーバードルフを経由してヴァルデンブルクに至る13.07 kmの片勾配の路線であり、最急曲線半径60 m、最急勾配35 ‰、標高326 - 515 mの路線であり、リースタルではスイス国鉄[6]のバーゼルSBB駅からオルテン駅に至る路線に接続する。
- 本機は1953年10月25日の全線電化と同時に運行を開始しており、単行での運行のほか、蒸気機関車牽引列車時代から引継ぎの全長13 m級のオープンデッキ付き客車や、それらとほぼ同形で1953年製のB 49-50形および1968年製のB 51-52形客車のほか、貨車の牽引にも使用されているが、予備機無しでの運行であった。
- その後1980年代にはヴァルデンブルク鉄道の利用客が急増したため機材を一新して輸送力の増強を図ることとなり、新しいBDe4/4 11-17形電車とBt 101-120号車が1985年から1993年にかけて導入され、本機は1985年に廃車となって全機解体されている。